# Religije Azije
Azija je najveći i najnaseljeniji kontinent, s milijunima različitih osoba koje slijede različita vjerska uvjerenja. U Aziji je rođena većina religija uključujući islam, budizam, konfucijanizam, judaizam, hinduizam, kršćanstvo, lingajatizam, jainizam, sikhizam, taoizam, zoroastrizam, šamanizam kao i neka druga vjerovanja.

## Bez religije / agnosticizam / ateizam
U Kini se smatra da 59% populacije nije religiozno.  Ipak, ovaj broj može biti i viši (do 80%) ili niži (do 30%), zato što Kinezi definiraju različito pojam religije. Dio Kineza doživljava religiju kao prakticirajuće običaje (zbog kulturnih i tradicionalnih razloga), dok drugi dio definira vjerovanje svoje religije kao nešto će ih voditi do spasenja poslije smrti/reinkarnacije.
Dentsu statistika tvrdi da je oko 46% Vjetnamaca i 51% Japanaca nereligiozno.

## Abrahamske religije
Abrahamske religije je izraz koji se koristi za religije koje potječu od prastare i zajedničke semitske tradicije, čiji sljedbenici se drže Abrahama, biblijskog patrijarha, među kojima su najpoznatije židovstvo, kršćanstvo, islam i baha'i.    

### Judaizam
Judaizam je preovladavajuća religija u Izraelu, u kojem živi oko 7 mil. Židova, iako je kompleksna stvar razlikovati Židove na vjerskom, kulturnom i etničkom planu.

### Kršćanstvo
Kršćanstvo je manjinska religija raširena u Aziji. Samo u pet država preovladava kršćanstvo, Cipar koji je većinski grčko-pravoslavan, Filipini, koji su po brojnosti treća katolička nacija u svijetu, Istočni Timor, Armenija i Gruzija. Južna Koreja ima procentualno najveći broj protestanata u Aziji, oko 18.3% stanovništva. Broj protestanata opada od 1980-ih, no katolici su sada najbrže rastuća denominacija. Računa se da je oko 29.2% stanovništva Južne Koreje pripada kršćanstvu, dok se oko 54.5% smatra nereligioznima. Postoje velike kršćanske zajednice u Libanonu i Siriji. Više od 24 mil. kršćana živi u Indiji, smještenih uglavnom u sjeveroistočnim i južnim dijelovima zemlje Veliki broj kršćana živi u Kini.

### Bahá'í
Bahá'í vjerovanje je abrahamska religija iako se razlikuje od kršćanstva, islama i judaizma. Ovo vjerovanje je osnovao Bahá'u'lláh u Perziji (danas znanoj kao Iran). Najveća zajednica u Aziji koja pripada bahaizmu je u Indiji s oko 1.7 mil. sljedbenika. fo 2.2 mil. 
Značajne grupacije mogu se naći i u Vijetnamu, Maleziji gdje oko 1% tj. oko 260 000 su sljedbenici ove religije.
U drugim državama poput Kazakstana postoji 25 lokalnih zajednica pripadnika bahaizma.
U današnjem Iranu, ova religija je progonjena. U susjednom Turkmenistanu, bahaizam je zabranjen.

### Islam
Islam je najraširenija religija u Aziji i računa se da ima oko milijardu sljedbenika.  Arhivirana inačica izvorne stranice od 18. siječnja 2013. (Wayback Machine)
U Južnoj i Jugoistočnoj Aziji su smještene države s brojnim muslimanskim stanovništvom, 
Indonezija, Pakistan, Indija i Bangladeš i svaka od njih ima preko 100 mil. sljedbenika. Vlada SADa je 2006. objavila da u Kini živi 20 mil. muslimana. 
U Zapadnoj Aziji, ne-arapske muslimanske države s većinskim muslimanskim stanovništvom su Iran i Turska. U Maleziji živi 61.3% muslimana, na Bruneima 67%, Maldivima 100% a u Saudijskoj Arabiji 97% muslimana.
Od 104 mil. stanovnika Filipina, od 5 do 10%, tj. od 5 do 10 mil. su muslimani. Muslimanska populacija u Indiji je 13.4% od ukupnog stanovništva, tj. 161 mil. stanovnika. U Tajlandu živi oko 3 mil. muslimana što čini 4.6% stanovništva.

## Istočnoazijske religije

### Konfucijanizam
Konfucijanizam je u Kini osnovao poznati filozof Kǒng Fūzǐ (poznatiji pod nazivom Konfucije). Konfucijanizam je kompleksni sustav moralnih, socijalnih, političkih, filozofskih i religioznih vjerovanja koja su imala veliki utjecaj na povijest i kulturu Istočne Azije.
Neki to smatraju državnom religijom zemalja Istočne Azije zato što vlade tih država promoviraju vrijednosti konfucijanizma. Kineska, koreanska i japanska dijaspora su raširile ove misli diljem cijelog svijeta.

### Taoizam
Taoizam je filozofska i religiozna tradicija koja naglašava važnost življenja u harmoniji s Taom. Pojam Tao označava stazu, put ili princip i može se naći i kod drugih religija koje nisu Taoizam kao i u kineskoj filozofiji. U Taoizmu međutim Tao je nešto što je istovremeno i izvor ali i pokretačka snaga iza svega što postoji.  "Tao koji se može ispričati nije vječni Tao."
Lao Ce se tradicionalno smatra osnivačem taoizma i vrlo se blisko povezuje s originalnim taoizmom.
 Whether he actually existed is commonly disputed; however, the work attributed to him – the Daodejing – is dated to the late 4th century BC.
Taoističko vlasništvo i etika mogu varirati kod različitih škola, no generalno gledajući sve škole stavljaju akcent na: wu-wei (akcija korz ne-akciju), prirodnost, jednostavnost, spontanost, kao i tri blaga taoizma: suosjećajnost, umjerenost i poniznost.
Značajne taoističke zajednice mogu se naći u Kini, Koreji, Japanu i Vijetnamu kao i u kineskoj, korejskoj, japanskoj i vijetnamskoj dijaspori.

### Kineske narodne religije
Kineske narodne religije (šenizam) izraz je koji se rabi za opis etničkih tradicija koje su ukorijenjene u Kini i oko naroda Han. Šenizam se oslanja na kinesku mitologiju i podrazumijeva štovanje šena (神, shén; "božanstava", "duhova", "svijesti", "arhetipova"), a to mogu biti prirodna božanstva, Taizu ili klanovska božanstva, gradska ili nacionalna božanstva, kulturni junaci i polubogovi, zmajevi i predci.
Pojam "šenizam" prvi je koristio A. J. A Elliot 1955.
Neki put se "šenizam" stavlja u istu kategoriju s taoizmom, pošto je stoljećima taoizam kao institucionalna religija pokušavala prilagoditi i asimilirati lokalne religije. Točnije je da se taoizam može definirati kao grana šenizma jer se razvio iz narodnih vjerovanja i kineske filozofije. Kinesko narodno vjerovanje se ponekad vidi kao dio kineske tradicijske religije, ali češće, ova dva pojma su sinonimi. S oko 454 mil. sljedbenika, ili oko 6.6% svjetskog stanovništva, kineska narodna religija je jedna od najvećih religioznih tradicija u svijetu.Više od 30% kineskog stanovništva pripada šenizmu ili taoizmu.

### Šintoizam
Šintoizam je unikatan za Japan i japansku dijasporu. To je skup prakticiranja koji trebju uspostaviti vezu između modernog Japana i njegove davne povijesti. Prakticiranje šintoizma prvi put je zabilježeno u pisanim tekstovima Kojikija i Shokija u 7. i 8. stoljeću. Iako se ovi rani spisi ne odnose na šinto religiju, već više na neorganizirani folklor, povijest Japana i mitologiju. Pojmom šinto se danas označavaju javni hramovi koji se koriste za različite potrebe poput: ratnih spomenika, žetvenih festivala, povijesnih spomenika kao i pripadnost nekim sektaškim organizacijama.

## Indijske religije
Indijske religije su predominantne i najstarije religije na azijskom kontinnentu. 
Većina azijske populacije pripada ovim religijama. Sve indijske religije nastale su u Južnoj Aziji. Sve ove religije sadržavaju pojmove
darma, karma, i reinkarnacija.

### Hinduizam
Hinduizam je druga po veličini religija u Aziji s oko milijardu sljedbenika.
Hinduizam je način življenja prema razmijevanju principa Veda i Upanišada. 
Veda je spoznaja znanja. Baš kao što je Newton spoznao znanje o gravitaciji, slično u Indiji veliki broj Risha ili Seera došli su do spoznaja kroz transcendentalne Vječitie Istine. Ove Rishis su ustanovili da njihova stvarna narav nije povezana ni s tijelom niti s umom, niti je ovisna o čulnim osjetima, no da je u biti identična s Univeralnom Svijesti.
Hinduiizam je većinska religija u Indiji i Nepalu, s jakim manjinama u Butanu, Fijiju, Infoneziji, Malezija, Bangladešu, Pakistanu, Singapuru, i Šri Lanka. Prije dolaska budizma i islama na područje Južnozapadne i Južnoistočne Azije hinduizam i šaivizam su bile najprakticiranije religije Južnozapadne i Južnoistočne Azije.
Hinduizam se tijekom vremena podijelio u nekoliko struja. Od povijesne podjele na šest daršana, samo su dvije škole, Vedanta i Yoga preživjele. Glavni pravci hinduizma danas su: vaišnavizam, šavizam, smartizam i šaktizam. Većina današnjih Hindusa može se svrstati u jednu od ove četiri grupe, iako postoje i druge grupe koje se djelomično preklapaju ali i razlikuju.
Hinduizam je najstarija svjetska religija. Smatra se starijom od pisane povijesti a nastala je u vrijeme Civilizacije Doline Inda. Ne postoji samo jedna osoba koja je osnovala hinduizam, to je raznolika mješavina tradicija i prakticiranja. Jainizam, budizam i sikhizam su nastali u staroj Indiji iz hinduizma.

### Jainizam
Jainizam je jedna od najstarijih indijskih religija. Sljedbenici ove religije se uglavnom mogu naći u Indiji s rastućim brojem pripadnika diljem svijeta. Pripadnici jainizma su snažno utjecali na etičke, političke i ekonomske sfere Indije. Obrazovanje je vrlo bitno za sljedbenike janseizma i pripadnici ove religije su obrazovaniji od pripadnika drugih indijskih religija. Jain libraries are the oldest in the country. Tradicionalno je raširen na indijskom potkontinentu i u zapadnoj Aziji. Zasniva se na učenjima Vardhamana Mahavira.

### Budizam
Budizam je po broju sljedbenika četvrta svjetska i treća religija u Aziji. Dominantna je u Butanu, Burmi, Kambodži, Kini, Tibetu, Japanu, Laosu, Makau, Mongoliji, Sjevernoj i Južnoj Koreji, Šri Lanki, Tajlandu, Vijetnamu i Singapuru. Brojne manjine mogu se naći u Nepalu, Indiji, Filipinima i Rusiji.
Budizam je osnovao Sidarta Gautama, poznatiji kao Buda.
Prije pojave islama, budizam je bio najraširenija religija na Srednjem Istoku, Maleziji i Indoneziji.

### Sikhizam
Sikhizam je peta najbrojnija religija u svijetu, i jedna od najbrže rastućih. To je monoteistička religija koju je osnovao guru Nanak u 15. stoljeću. Religija vuče korijene iz oblasti Punjab, čije terotorije su dijelovi Indije i Pakistana.
Ovaj sustav vjerske filozofije i izjašnjavanja, tradicijski je poznat kao Gurmat (savjet gurua) ili Sikh Darma. 
Sikizam je nastao od riječi Sikh, koja vodi podrijetlo od sanskrtskog korijena riječi śiṣya što znači učenik ili od korijena riječi śikṣa
što se prevodi kao nastavoa ili obuka.
Sikhizam je treća najmnogoljudnija religija Indije s 2% sljedbenika stanovništva Indije. Veće zajednice Sika se također mogu naći u Maleziji, Tajlandu, Burmi, Filipinima, Pakistanu, Afganistanu, Hongkongu, Singapuru, Indoneziji, Kuvajtu, Ujedinjenim Arapskim Emiratima i Nepalu.

## Iranske religije

### Zoroastrizam
Zoroastrizam je bila državna religija Perzijskog Carstva, no manji broj sljedbenika ove religje se danas mogu naći u Indiji i Iranu. Ovo je monoteistička religija koju je osnovao Zoroaster i kojoj je u centru bog Ahura Mazda.
Zoroastrizam je religija i filozofija bazirana na učenju proroka Zoroastera (znanog i kao Zaratustra, u Avestanu), vjerojatno osnovana nešto prije 6. stoljeća pr. Kr. u Iranu. Pojam zoroastrizma je u generalnoj upotrebi sinonim s mazdaizmom tj. štovanjem boga Ahure Mazde.
U zoroastrizmu, stvoritelj Ahura Mazda je bog svega, i nikakvo zlo ne može doći od njega. Odavde u zoroastrizmu dobro i zlo imaju različite izvore, sa zlom (druj) koje nastoji uništiti oni što je Mazda stvorio (asha), i dobro koje nastoji to očuvati.